# قسم ورغاهان الريفي (مقاطعة أهر)
قسم ورغاهان الریفي (بالفارسية: دهستان ورگهان) هي منطقة سكنية تقع في إيران في قسم. يقدر عدد سكانها بـ 5,101 نسمة .